# Cyphomenes anisitsii
Cyphomenes anisitsii är en stekelart som först beskrevs av Brethes 1906.  Cyphomenes anisitsii ingår i släktet Cyphomenes och familjen Eumenidae. Inga underarter finns listade i Catalogue of Life.